# 1176

## Události
- 29. května – bitva u Legnana
- 17. září – bitva u Myriokefala

## Narození
- ? – Ingeborg Dánská, francouzská královna († 29. července 1236)
- ? – Leopold VI. Babenberský, vévoda štýrský a rakouský († 28. července 1230)
- ? – Sübetej, generál armád Čingischána († 1248)

## Úmrtí
- 20. června – Michail Jurjevič, kyjevský níže (* ?)

## Hlavy států
- České knížectví – Soběslav II.
- Svatá říše římská – Fridrich I. Barbarossa
- Papež – Alexandr III. (vzdoropapežové: Viktor IV., Paschalis III. a Kalixtus III.)
- Anglické království – Jindřich II. Plantagenet
- Francouzské království – Ludvík VII.
- Polské knížectví – Měšek III. Starý
- Uherské království – Béla III.
- Sicilské království – Vilém II. Dobrý
- Kastilské království – Alfonso VIII. Kastilský
- Rakouské vévodství – Jindřich II. Jasomirgott
- Skotské království – Vilém Lev
- Byzantská říše – Manuel I. Komnenos